# Ise no Taifu
Œuvres principales
Ise no Taifu (Ōsuke) Shū
Ise no Taifu ou Ise no Ōsuke (伊勢大輔, 989 - 1060) est une poétesse et membre de la noblesse japonaise qui vit à l'époque de Heian. Son père est Ōnakatomi no Sukechika. Elle est considérée comme l'une des trente-six poétesses immortelles et fait partie du Chūko Sanjūrokkasen.
Vers 1008 elle devient assistante de Fujiwara no Shōshi (en), l'impératrice consort de l'empereur Ichijō. Elle est contemporaine de Murasaki Shikibu et Izumi Shikibu. Dans les dernières années de sa vie elle est tutrice de l'empereur Shirakawa.
Certains de ses poèmes sont inclus dans l'anthologie impériale Goshūi Wakashū. Sa collection personnelle de poésies s'intitule Ise no Taifu (Ōsuke) Shū.

## Source
- Peter McMillan (2008) One hundred poets, one poem each: a translation of the Ogura Hyakunin Isshu. New York: Columbia University Press.  (ISBN 978-0-231-14398-1)